# Капланов, Измаил Львович
Измаил Львович Капланов (Исаак Львович Каплан; 12 июня 1938, Гомель, Белорусская ССР — 27 марта 2011, Дзержинск, Белоруссия) — советский и белорусский композитор, исполнитель, автор популярных песен и инструментальной эстрадной музыки.

## Биография

Могила Капланова на Восточном кладбище Минска.

Музыкальную карьеру начинал как аккордеонист и пианист.
В 1960-е гг. создал вокально-инструментальный ансамбль «Орбита-67», который аккомпанировал певице Нелли Богуславской. Ансамбль гастролировал в СССР и за рубежом, стал победителем Всесоюзного конкурса эстрадной песни. Из группы вышли будущие «Песняры» Владимир Мулявин и Владислав Мисевич, коллектив дал становление Виктору Вуячичу.
В 1990-е годы — директор театра песни Я. Поплавской и А. Тихановича.
27 марта 2011 г. во время концерта в Дзержинске у Измаила Капланова случился второй инфаркт (первый перенёс в 1995 г.), скончался в стационаре в тот же день. Похоронен 30 марта 2011 года на Восточном кладбище Минска.

### Семья
Жена (с 1962) — Нелли Захаровна Богуславская (1935—2018);
- дочь — Анна;
  - внучка — Дарья[5].

## Творчество
Автор музыки к кино и телевидению, джазовых произведений, а также сочинений крупных академических форм.
Особое место в творчестве занимают песни (более 100). Более 70 песен написал в соавторстве с поэтессой Тамарой Толкачевой («Моя Белая Русь», «Родимая земля», «Беларусь моя — колыбель моя», «Это Беларусь — страна моя», «За нас, белорусов»). Сотрудничал также с поэтами Владимиром Тулиновым, Олегом Жуковым, Александром Вавиловым, Надеждой Солодкой, Михаилом Гецом, Лидией Воробьёвой, Валерией Михно.
Песни Измаила Капланова исполняют многие белорусские (Нелли Богуславская, Ирина Дорофеева, Александр Солодуха, Инна Афанасьева, Пётр Елфимов, Яков Науменко, Ядвига Поплавская, Александр Тиханович, Нелли Дущинская, Марина Василевская) и российские (Надежда Чепрага, Николай Басков) певцы.

### Музыка к кинофильмам
- 2008 — На свете живут добрые и хорошие люди (Россия; реж. Д. Астрахан)[10][11]

## Награды
- диплом фестиваля «Песня года — 2004» — за песню «Ах, эта ночь!», исполненную Николаем Басковым[12][13][14].

## Память
В июне 2012 г. в Дзержинске состоялся концерт из произведений Измаила Капланова в сопровождении Национального академического народного оркестра им. Жиновича под руководством Михаила Козинца.